# Pajares de los Oteros
Pajares de los Oteros é um município da Espanha na província de León, comunidade autónoma de Castela e Leão, de área 61,98 km² com população de 389 habitantes (2007) e densidade populacional de 6,07 hab/km².

## Demografia
| Variação demográfica do município entre 1991 e 2004 | Variação demográfica do município entre 1991 e 2004 | Variação demográfica do município entre 1991 e 2004 | Variação demográfica do município entre 1991 e 2004 |
| --------------------------------------------------- | --------------------------------------------------- | --------------------------------------------------- | --------------------------------------------------- |
| 1991                                                | 1996                                                | 2001                                                | 2004                                                |
| 473                                                 | 403                                                 | 336                                                 | 376                                                 |